# 堀江里沙
堀江 里沙（ほりえ りさ、1979年5月9日 - ）は、日本の作詞家、シンガーソングライター。福岡県飯塚市出身。血液型はA型。

## 経歴
2000年
- ЯKS（河村隆一プロデュース）にて、feat.RISAとしてメジャーデビュー。同年に2ndシングルも担当し、12月にはフルアルバムをリリース。

2006年
- 8月にシングル「ありがとう」リリース。TSUTAYA限定にもかかわらず6000枚を販売。シングルオリコンチャート96位。インディーズチャートでは6位を獲得。
- 10月アルバム『まごころ』リリース。収録曲の3曲がインディーズながらTVタイアップに決まる。
- 11月にはリリースライブとして、渋谷DUOで初のワンマンライブを行う。

2007年
- 3月に9ヵ所11公演の「全国Tour」を行う。

2010年
- 3月24日、自身のブログで6歳上の音楽関係者との入籍を発表[2]。同年8月18日、第一子となる男児を出産[3]。

2014年
- これまでも時々行なっていた作家業から、本格的に作詞家としての活動を始める。

## 人物
- 弟はプロゴルファーの堀江俊平。他に3歳上の姉がいる。
- 音楽に目覚めたのは13歳の頃で、親に連れられる形で出かけたサイモン&ガーファンクルの来日コンサートに衝撃を受けたという話がある。
- 女優の宝積有香と仲が良く、宝積自身もライブに行ったり、一緒に食事に行く程である。

## ディスコグラフィー

### アルバム
- 幸花（2005年10月22日発売・5曲入り自主制作ミニアルバム）
- まごころ（2006年10月4日発売 ミニアルバム・GTCR-05027）

- Birthday（2009年2月11日発売 フルアルバム・DDCZ-1593）

## タイアップ
- ありがとう - テレビ朝日系『奇跡の扉 TVのチカラ』エンディングテーマ
- まごころ - テレビ朝日系木曜ミステリー『おみやさん』主題歌
- ナチュラリー - TBS系『どうぶつ奇想天外!』エンディングテーマ

## 作詞（楽曲）提供
- OWV
  - 「Party」（アルバム『CHASER』収録・2021/10/13） - 作詞
  - 「Weekend」（アルバム『JACK POT』収録・2023/7/19） - 作詞
- OCTPATH
  - 「our Good Time」（日本語カバー）（シングル『Like』収録・2022/11/16） - 作詞
- GOT7
  - 「この胸に」（マキシシングル『TURN UP(Complete Edition)』収録・2017/11/15） - 作詞
- クリス・ハート
  - 「毎日がクリスマス!」（アルバム『Christmas Hearts』収録・2014年） - 作詞
  - 「続く道 with ゴスペラーズ」（シングル『続く道 with ゴスペラーズ』収録・2015年） - 作詞
  - 「Brand New Day」（シングル『あなたへ』収録・2015年） - 作詞
  - 「I Believe ～手をつなごう～ with May J.」（アルバム『Song for You II』収録・2016/5/31） - 作詞
- CODE-V
  - 「愛の唄が終わるまでは」（マキシシングル『Loving you, Love me』収録・2016/11/23） - 作詞
- 清水香里
  - 「ドラゴンの羽根」（テレビアニメ『極上生徒会』キャラクターシングルVol.2収録・2005年） - 作詞・作曲
- ジャニーズWEST
  - 「SUPERSTAR」（マキシシングル『ジパング・おおきに大作戦/夢を抱きしめて』収録・2014年） - 作詞
- JUNHO (From 2PM)
  - 「Can't let you go」（アルバム『FEEL』（初回生産限定盤B）収録・2014年） - 作詞
  - 「Believe」（ミニアルバム『SO GOOD』（初回生産限定盤B）収録・2015年） - 作詞
  - 「YES」（アルバム『DSMN』収録・2016/7/20） - 作詞
  - 「Candy (Feat. SANA of TWICE)」（ミニアルバム『2017 S/S』収録・2017/7/25） - 作詞
  - 「Canvas」（ミニアルバム『2017 S/S』収録・2017/7/25） - 作詞
  - 「What you want」（ミニアルバム『想像』収録・2018/7/11） - 作詞
- Jun. K (From 2PM)
  - 「MARY POPPINS」（ミニアルバム『NO SHADOW』収録・2016/12/14） - 作詞
  - 「Mr. NO♡ -Japanese ver.-」（ミニアルバム『NO SHADOW』収録・2016/12/14） - 作詞
  - 「LOST BOY ～道をなくした少年～」（ミニアルバム『NO SHADOW』（初回生産限定盤B）収録・2016/12/14） - 作詞
  - 「結婚式 -Japanese ver.-」（アルバム『77-1X3-00 -japan edition-』収録・2017/3/15） - 作詞
  - 「私たちの別れた話 (Duet with May J.)」（ミニアルバム『NO TIME』収録・2018/4/4） - 作詞
  - 「引っ越し」（ミニアルバム『NO TIME』収録・2018/4/4） - 作詞
- Da-iCE
  - 「パラダイブ」（シングル『パラダイブ』収録・2016/7/20） - 作詞
  - 「恋ごころ」（シングル『恋ごころ』収録・2016/11/2） - 作詞
- 田村ゆかり
  - 「最果ての森」（アルバム『琥珀の詩、ひとひら』収録・2005年） - 作詞
- チャンソン (From 2PM)
  - 「Miss You」（シングル『HIGHER(初回生産限定盤G)(Chansung盤)』収録・2015年） - 作詞
- テギョン (From 2PM)
  - 「Fight (Rock ver.)」（アルバム『TAECYEON SPECIAL ～Winter 一人～』収録・2017/1/18） - 作詞

- 2PM
  - 「I Want You」（アルバム『GENESIS OF 2PM』収録・2014年） - 作詞
  - 「Fight」（マキシシングル『ミダレテミナ』収録・2014年） - 作詞
  - 「Guilty Love」（マキシシングル『Guilty Love』収録・2015年） - 作詞
  - 「Burning Love」（アルバム『2PM OF 2PM』収録・2015年） - 作詞
  - 「春風 ~Good-bye Again~」（アルバム『2PM OF 2PM』収録・2015年） - 作詞
  - 「Miss You」（シングル『HIGHER(初回生産限定盤G)(Chansung盤) 』収録・2015年） - 作詞
  - 「忘れないで」（アルバム『GALAXY OF 2PM』収録・2016年） - 作詞
  - 「Shining Star」（アルバム『GALAXY OF 2PM』収録・2016年） - 作詞
  - 「Promise (I’ll be) Japanese ver.」（マキシシングル『Promise (I’ll be) Japanese ver.』収録・2016年） - 作詞
- 堂本光一
  - 「absolute love」（アルバム『BPM』収録・2010年） - 作詞
- TWICE
  - 「Be as ONE」（アルバム『BDZ』収録・2018/9/12） - 作詞
  - 「Heart Shaker -Japanese ver.-」（アルバム『#Twice2』収録・2019/3/6） - 作詞
  - 「What is Love? -Japanese ver.-」（アルバム『#Twice2』収録・2019/3/6） - 作詞
  - 「How u doin'」（アルバム『&TWICE』収録・2019/11/20） - 作詞
  - 「Perfect World」（アルバム『Perfect World』収録・2021/7/28） - 作詞
  - 「That's All I'm Saying」（アルバム『Celebrate』収録・2022/7/27） - 作詞
- 生天目仁美
  - 「LOVE PLANET」（テレビアニメ『極上生徒会』キャラクターシングルVol.1収録・2005年） - 作詞・作曲
- 藤澤ノリマサ
  - 「Moldau ～夢叶うその日まで～」（配信シングル・2020/2/14） - 作詞

- PENTAGON
  - 「You are (Japanese Ver.)」（ミニアルバム『GORILLA』収録・2017/3/29） - 作詞
  - 「Beautiful (Japanese Ver.)」（ミニアルバム『VIOLET』収録・2018/1/17） - 作詞
- MISAMO（TWICE）
  - 「It's Not Easy for You」（EP『Masterpiece』収録・2023/7/26） - 作詞
- 村上佳佑
  - 「あいたい気持ち」（ミニアルバム『Beautiful Mind』収録・2017年） - 作詞
- May J.
  - 「Yeah! Yeah! Yeah! feat. 村上佳佑」（アルバム『Best of Duets』収録・2017/3/29） - 作詞
  - 「めぐり逢えたら」（アルバム『Best of Duets』収録・2017/3/29） - 作詞
  - 「My Star ～メッセージ～」（アルバム『Futuristic』収録・2017/10/25） - 作詞
  - 「HERO」（アルバム『Futuristic』収録・2017/10/25） - 作詞
  - 「Shine (Japanese Ver.)」（アルバム『Futuristic』収録・2017/10/25） - 作詞
  - 「Flowers」 （アルバム『Silver Lining』収録・2021/12/08） - 作詞
  - 「Perch」（配信EP 『Perch / Light the Way 』収録・2023/1/20） - 作詞
- route0
  - 「START」（シングル『START』収録・2002年） - 作詞